# Rachel, Rachel
Rachel, Rachel és una pel·lícula estatunidenca dirigida per Paul Newman, estrenada el 1968. Ha estat doblada al català.

## Argument
Una institutriu de 35 anys viu sota la influència de la seva mare, sense trobar sentit a la seva vida, en una petita ciutat de Connecticut. Concentra totes les seves esperances de canvi en un amic d'infantesa de pas per la seva ciutat.

## Repartiment
- Joanne Woodward: Rachel Cameron
- James Olson: Nick Kazlik
- Kate Harrington: Mrs. Cameron
- Estelle Parsons: Calla Mackie
- Donald Moffat: Niall Cameron
- Terry Kiser: Preacher
- Frank Corsaro: Hector Jonas
- Bernard Barrow: Leighton Siddley
- Geraldine Fitzgerald: Reverend Wood

## Premis i nominacions

### Premis
- 1969: Globus d'Or al millor director per Paul Newman
- 1969: Globus d'Or a la millor actriu dramàtica per Joanne Woodward

### Nominacions
- 1969: Oscar a la millor pel·lícula
- 1969: Oscar a la millor actriu per Joanne Woodward
- 1969: Oscar a la millor actriu secundària per Estelle Parsons
- 1969: Oscar al millor guió adaptat per Stewart Stern
- 1969: BAFTA a la millor actriu per Joanne Woodward